# Coelhoso
Coelhoso is een plaats (freguesia) in de Portugese gemeente Bragança en telt 299 inwoners (2001).